# سامح علاء
سامح علاء (مواليد القاهرة)، هُو مخرج أفلام مصري.

## وصلات خارجية
- سامح علاء على موقع IMDb (الإنجليزية)
- سامح علاء على موقع ألو سيني (الفرنسية)
- سامح علاء على موقع قاعدة بيانات الفيلم (الإنجليزية)